# Casa de Filme 1
Casa de Filme nr. 1, menționată uneori sub denumirea Casa de Filme 1 sau Casa de filme Unu, a fost un studio românesc de film specializat în general în realizarea de filme cu tematică de actualitate.
El a fost cel mai puțin prolific dintre cele patru studiouri românești de film care au funcționat în anii 1970-1980, producând până în 1980 un număr de doar 24 de filme (în timp ce Casa de Filme 3 a produs 26 de filme, Casa de Filme 4 - 31 de filme și Casa de Filme 5 - 41 de filme).
Casa de Film 1 a fost condusă de directorii Alexandru Ivasiuc (1972-1974), Ion Bucheru (1974-1982) și Marin Vladimir (1982?-?), care au fost mai interesați de subiectele contemporane.

## Filme realizate (selecție)
Filme în ordine cronologică realizate de Casa de Filme 1:
- 7 zile (1973)
- 100 de lei (1973) – versiunea cenzurată
- Un comisar acuză (1974)
- Duhul aurului (1974)
- Cursa (1975)
- Nu filmăm să ne-amuzăm (1975)
- Toamna bobocilor (1975)
- Mere roșii (1976)
- Trei zile și trei nopți (1976)
- Serenadă pentru etajul XII (1976)
- Buzduganul cu trei peceți (1977) - împreună cu Casa de Filme 3
- Ediție specială (1978)
- Doctorul Poenaru (1978)
- Gustul și culoarea fericirii (1978) ‎
- Înainte de tăcere ‎(1978)
- Ecaterina Teodoroiu (1978)
- Al patrulea stol (1979)
- Ciocolată cu alune (1979)
- Un om în loden (1979)
- Falansterul (1979)
- Cine mă strigă (1980)
- Duios Anastasia trecea (1980)
- Proba de microfon (1980) - împreună cu Casa de Filme 3
- Bună seara, Irina! (1980)
- Stop cadru la masă (1980)
- Iancu Jianu zapciul (1981)
- Iancu Jianu haiducul (1981)
- Șantaj (1981)
- Fiul munților (1981)
- Alo, aterizează străbunica!... (1981)
- Dumbrava minunată (1981)
- De ce trag clopotele, Mitică? (1981) - împreună cu Casa de Filme 5
- Grăbește-te încet (1982)
- Înghițitorul de săbii (1982)
- Calculatorul mărturisește (1982)
- Un echipaj pentru Singapore (1982)
- Întîlnirea (1982)
- Faleze de nisip (1983)
- Pe malul stîng al Dunării albastre (1983)
- Prea cald pentru luna mai (1984)
- Secretul lui Bachus (1984)
- Vreau să știu de ce am aripi (1984)
- Lișca (1984)
- Surorile (1984)
- Dreptate în lanțuri (1984)
- O lumină la etajul zece (1984)
- Cireșarii (1984)
- Sosesc păsările călătoare (1985)
- Piciu (1985)
- Mireasma ploilor tîrzii (1985)
- Aripi de zăpadă (1985)[4]
- Racolarea (1985)
- Din prea multă dragoste (1986)
- Încrederea (1986)
- Un oaspete la cină (1986)
- Primăvara bobocilor (1987)
- Cuibul de viespi (1987)
- Anotimpul iubirii (1987)
- Pădurea de fagi (1987)
- Figuranții (1987)
- Niște băieți grozavi (1988)
- Să-ți vorbesc despre mine (1988)
- Muzica e viața mea (1988)
- Expediția (1989)
- De ce are vulpea coadă (1989)
- Întîmplări cu Alexandra (1991)